# Норман Джуісон
Норман Фредерік Джуїсон (англ. Norman Frederick Jewison, 21 липня 1926, Торонто, Канада) — канадський кінорежисер, продюсер та актор.

## Біографія
Закінчив Торонтський університет. Учасник Другої світової війни. Служив на флоті.

## Фільмографія

### Режисер
- 1954 — Вейн і Шустер (серіал)
- 1960 — Таємний світ Едді Ходжес (ТБ)
- 1961 — Інцидент на мільйон доларів (ТБ)
- 1962 — Сорок фунтів неприємностей
- 1963 — Доведений до ручки
- 1964 — Не надсилай мені квіти
- 1965 — Мистецтво кохання
- 1965 — Малюк Цинциннаті
- 1966 — Росіяни йдуть! Росіяни йдуть!
- 1967 — Спекотної ночі
- 1968 — Афера Томаса Крауна
- 1969 — Гейлі, Гейлі
- 1971 — Скрипаль на даху
- 1973 — Ісус Христос — суперзірка
- 1975 — Ролербол
- 1978 — К.У.Л.А.К.
- 1979 — І правосуддя для всіх
- 1982 — Кращі друзі
- 1984 — Історія солдата
- 1985 — Агнеса Божа /  Agnes Of God
- 1987 — Влада місяця
- 1989 — Країна /  In Country
- 1991 — Чужі гроші
- 1994 — Тільки ти
- 1996 — Богус
- 1999 — Ураган
- 1999 — /  20th Century: Funny Is Money, The  (ТВ)
- 2001 — Волтер і Генрі (ТБ)
- 2001 — Вечеря з друзями (ТБ)
- 2003 — Вирок

### Продюсер
- 1960 — Таємний світ Едді Ходжес (ТБ)
- 1963 — 1964 — Шоу Джуді Гарланд (серіал)
- 1966 — Росіяни йдуть! Росіяни йдуть!
- 1968 — Справа Томаса Крауна
- 1969 — Гейлі, Гейлі
- 1970 — Землевласник
- 1971 — Скрипаль на даху
- 1973 — Ісус Христос — Суперзірка
- 1974 — Біллі-два капелюхи
- 1975 — Ролербол
- 1978 — К.У.Л.А.К.
- 1979 — Правосуддя для всіх
- 1981 — Пси війни
- 1982 — Найкращі друзі
- 1984 — Крижана людина
- 1984 — Історія солдата
- 1985 — Агнеса Божа / Agnes Of God
- 1987 — Влада місяця
- 1989 — Січнева людина
- 1989 — Країна /  In Country
- 1991 — Чужі гроші
- 1993 — /  Geronimo  (ТВ)
- 1994 — Тільки ти
- 1995 — /  Dance Me Outside
- 1995 — /  Two Nudes Bathing
- 1996 — Богус
- 1996 — 1997 — /  Rez, The  (серіал)
- 1999 — Ураган
- 2001 — Волтер і Генрі (ТБ)
- 2001 — Вечеря з друзями (ТБ)
- 2003 — Вирок

### Актор
- 1949 — /Canadian Pacific
- 1983 — Фрейлін Берлін
- 1996 — Сімейка придурків
- 2003 — Приговор

### Актор (грає самого себе)
- 1971 — /Norman Jewison, Filmmaker
- 1975 — /From Rome to Rollerball: The Full Circle
- 1987—2008 — Біографія (серіал)
- 1990 — /Steve McQueen: Man on the Edge (відео)
- 1994 — Вік кіно
- 1994—2008 — У студії акторської майстерності (серіал)
- 1997 — /Pitch
- 1998 — Гори, Голлівуд, гори
- 2000 — Людина на носі Лінкольна
- 2004 — Скажи їм, хто ти є
- 2005 — /Last Illusion, The

## Нагороди
- 1981 — Почесний кавалер Ордена Канади
- 1992 — Пам'ятна медаль на честь 125-річчя Канадської Конфедерації
- 1992 — Нагорода генерал-губернатора Канади в області мистецтв
- 1999 — Меморіальна нагорода Ірвінга Талберта за внесок у мистецтво (її присуджує Американська кіноакадемія раз у декілька років)
- 2002 — Пам'ятна медаль на честь 50-річчя правління Єлизавети II